# Вулиця Дмитра Яворницького (Дніпро)

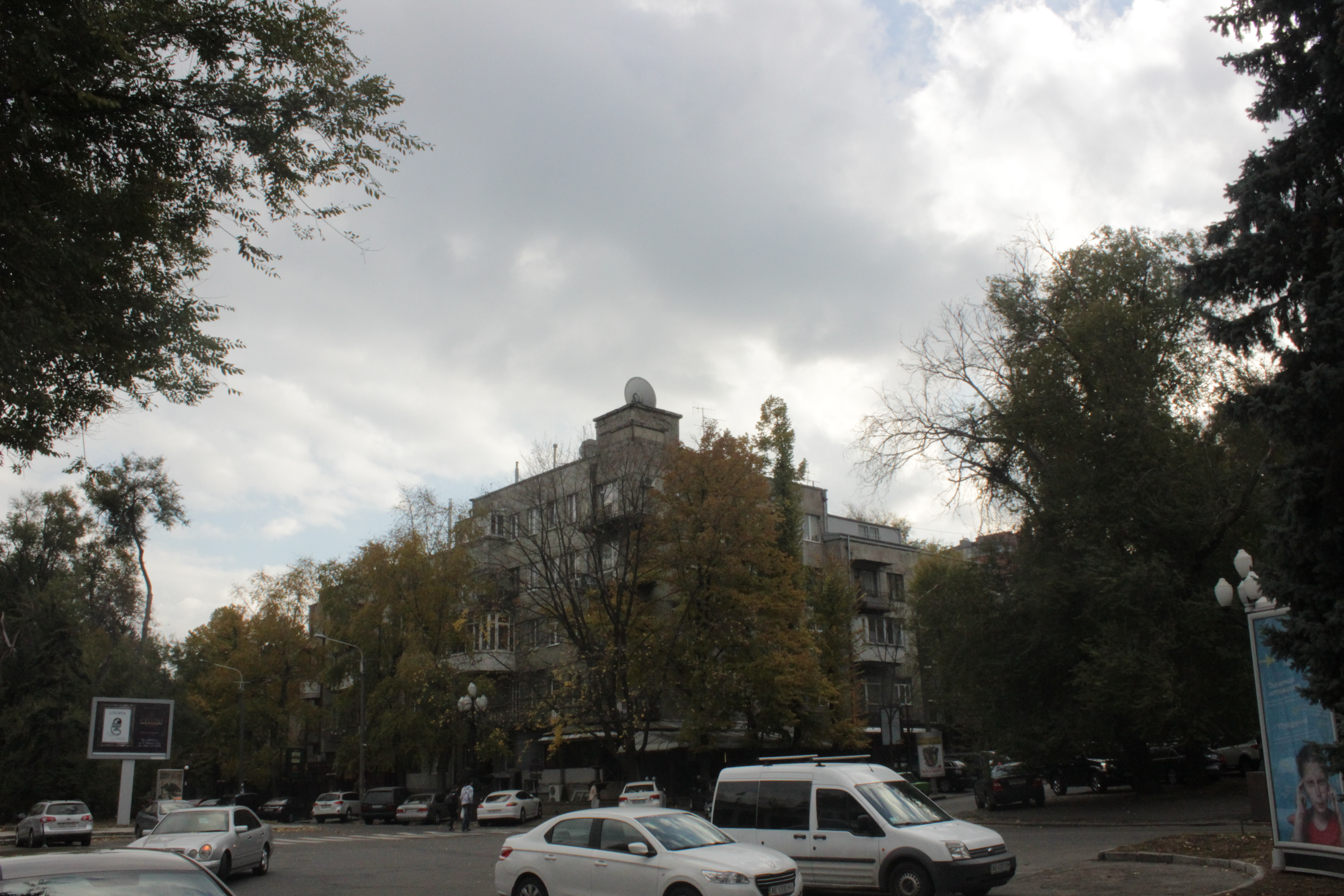
Єдина будівля вулиці будинок Товариства політкаторжан № 6. Вид від парку Шевченка через площу Шевченка з півночі від будинку

Вулиця Дмитра Яворницького — вулиця розташована в Соборному районі міста Дніпро на Горі, що продовжує вісь Преображенського кафедрального собору в північно-східному напрямі пагорба до Дніпра.
Бере початок від Соборної площі, спускається до площі Шевченка. Довжина — 220 метрів. Після арки у парк Тараса Шевченка вісь вулиці має продовження головною алеєю парку, що проходить західніше Потемкінського палацу.

## Історія
Забудова Палацової площі й вулиці, що тоді називалася Соборним провулком, відбулося на початку 1880-х років.
У 1905 році на південно-західному розі вулиці зведено садибу Дмитра Яворницького. У 1964 році у будинку відкрито філію Дніпропетровського історичного музею — Меморіальний будинок-музей Дмитра Яворницького, де в одній з кімнат відтворено побут вченого. 1988 року після 14-річної реконструкції весь будинок відведено під меморіальну будівлю.
У 1923 році більшовики перейменували Соборний провулок на Жовтневий провулок на честь російської пролетарської Жовтневої революції 1917 року.
У 2005 році Жовтневий провулок перейменовано на честь видатного  українського історика, археолога, музейника й надпорозького краєзнавця Дмитра Яворницького.

## Перехресні вулиці
- Соборна площа
- Вулиця Івана Акінфієва
- Площа Шевченка

## Будівлі

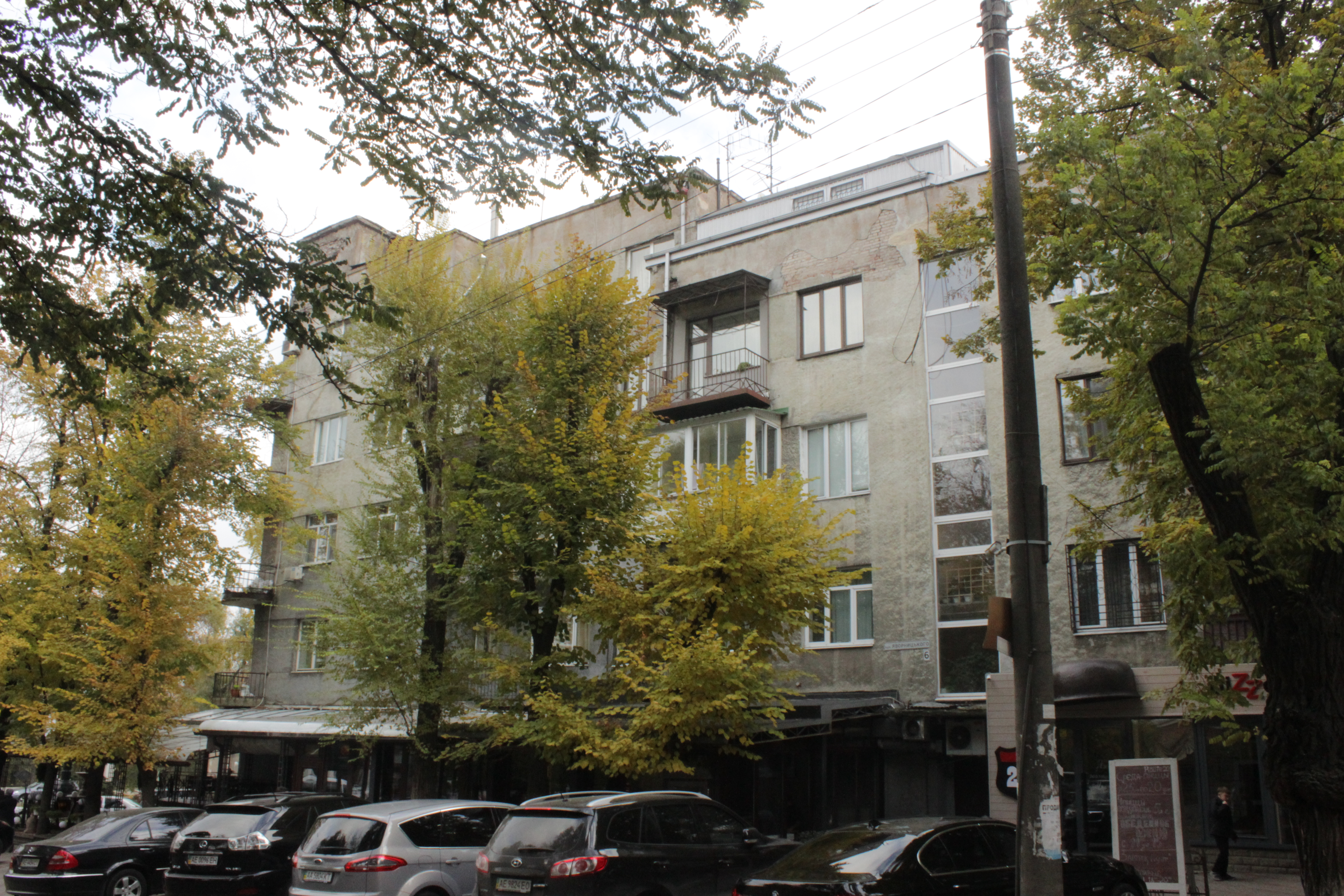
Деталі фасаду (з вулиці Яворницького) будинку Товариства політкаторжан

На вулиці єдина 5-поверхова будівля № 6 у стилі конструктивізму, що стоїть на південно-східному розі вулиці з площею Шевченка.
Єдиною значною будівлею вулиці був кам'яний 2-поверховий будинок № 6 з круглою кутовою вежею, перекритою конічним шатром, що був збудований Василем Христофоровим на початку 1880-х. Будівля була придбана багатою дворянкою Анастасією Харченко й у 1915 році дісталася у спадок її синові Геронтію, лікарю й гласному Верхньодніпровського земства та Катеринославської міської думи. Тут працювала 12-та камера Мирового суду, а з початком Першої світової війни розмістилося сховище Червоного хреста й згодом — шпиталь для офіцерів імені Геронтія Харченка.
За радянської влади будинок стояв спустілий й пограбований, у ньому ночувала місцева банда. Тільки наприкінці 1920-х будівля була розібрана й у 1932—1933 роках за проектом архітектора Володимира Самодриги на її місці зведена сучасна будівля у стилі конструктивізму. Замовником виступило Товариство політкаторжан, тому будинок називався «Будинок пам'яті 1905 року». Крім квартир, тут були домовий клуб, їдальня й пральня.
Сусідство колишніх в'язнів царських в'язниць виявилося вкрай неприємним для академіка Дмитра Яворницького, котрий мешкав на іншій стороні вулиці. Пильні більшовики не просто писали доноси, а й безпосередньо викликали міліцію. Тривало це неподобство до «великої чистки» 1937 року, коли товариство політкаторжан та більшість його членів були ліквідовані.